# Miguel Flores
Miguel Flores (né le 11 octobre 1920 à Taltal et mort le 15 janvier 2002 à Santiago) est un footballeur chilien, qui jouait en tant que défenseur.

## Biographie

### Club
Il a évolué pendant sa carrière de club, dans l'équipe chilienne de l'Universidad de Chile.

### International
Au niveau de sa carrière internationale, il est appelé en équipe du Chili, et est connu pour avoir participé à la coupe du monde 1950 au Brésil.